# Segue 1
Segue 1 — карликова сфероїдальна галактика (або кулясте скупчення), розташована в сузір'ї Лева і виявлена в 2006 році Слоанівським цифровим оглядом неба. Вона розташована на відстані близько 23 кпк (близько 75 тис. світлових років) від Сонця і віддаляється від Сонця зі швидкістю близько 206 км/с. Segue 1 має помітно витягнуту форму (відношення осей ~ 2:1) з півсвітловим радіусом близько 30 парсек. Це видовження може бути викликано приливними силами Чумацького Шляху, якщо Segue 1 зараз приливно руйнується.
Галактика була виявлена за програмою SEGUE (англ. Sloan Extension for Galactic Understanding and Exploration — продовженням Слоанівського огляду для галактичного розуміння та дослідження), звідки й отримала позначення.

## Властивості
Segue 1 є одним з найменших і найтьмяніших супутників Чумацького Шляху — її інтегральна світність лише приблизно в 300 разів перевищує світність Сонця (абсолютна зоряна величина близько -1,5), що набагато менше, ніж світність типового кулястого скупчення. Однак, спостереження вказують, що її маса становить близько 600 тисяч сонячних мас, тобто, відношення маса/світність становить близько 3400. Станом на 2011 рік це було найбільше відоме відношення маса/світність для галактик. Таке велике співвідношення маса — світність означає, що в Segue 1 може переважати темна матерія. Утім, масу таких тьмяних об'єктів важко оцінити через значне поглинання світла на шляху до Землі, яке збільшує дисперсію швидкості. Крім того, оцінка маси ґрунтується на неявному припущенні, що об'єкт гравітаційно зв'язаний, що може бути не так, якщо він перебуває в процесі руйнування.
Зоряна популяція Segue 1 складається в основному зі старих зір, утворених більше 12 мільярдів років тому. Металічність цих старих зір дуже низька ([Fe/H] ≈ −2.5 ± 0.8), тобто, вони містять у 300 разів менше важких елементів, ніж Сонце. Зараз у галактиці не відбувається зореутворення. На 2009 рік вимірювання не виявили в ній нейтрального водню — верхня межа становила 13 мас Сонця. Оцінювалося, що в галактиці приблизно 1000 зір. Сім із них перебували на еволюційній стадії червоного гіганта. Хімічний склад Segue 1 вказує на відсутність істотної хімічної еволюції після утворення галактики, підтримуючи ідею, що це може бути реліктова галактика раннього Всесвіту, яка пережила лише один спалах зореутворення.
Segue 1 розташована посередині потоку Стрільця і приблизно на такій же відстані від Сонця. Припускалося, що колись вона була кулястим скупченням карликової галактики Стрільця, яке згодом було відірване з неї припливними силами Чумацького Шляху. Проте пізніші дослідження показали, що Segue 1 фактично не пов'язана з потоком Стрільця і що вона припливно не руйнується. Якщо Segue 1 — галактика, то вона, можливо, була супутником карликової еліптичної галактики Стрільця в минулому.